# Образование в Нью-Йорке
Система образования в Нью-Йорке — обеспечивается огромным количеством государственных и частных образовательных учреждений. В Нью-Йорке находятся одни из самых влиятельных в стране и мире библиотек, университетов и исследовательских центров.
Город получает второе по величине финансирование от Национальных институтов здравоохранения среди всех городов США.
При мэре Майкле Блумберге началась масштабная реформа школ.
В Нью-Йорке есть много национальных университетов и колледжей, таких как Барнардский колледж, Колумбийский университет, Купер-Юнион, Фордхемский университет, Университет Лонг-Айленда, Манхэттенский колледж, Нью-Йоркский технологический институт, Нью-Йоркский университет, Университет Пейс, Институт Пратта, Колледж аэронавтики и технологий им. Вона и Университет Ешивы. В городе есть десятки других частных колледжей и университетов, в том числе множество религиозных и специальных учреждений, таких как Колледж Святого Франциска, Джульярдская школа и Школа изобразительных искусств.
Система государственных школ Нью-Йорка, управляемая Департаментом образования города Нью-Йорка, является крупнейшей в мире. Более 1,1 миллиона учащихся обучаются в более чем 1700 государственных школах, общий бюджет около 25 миллиардов долларов. Существует множество специализированных школ, таких как средняя школа Стайвесант, средняя школа Бронкса и техническая средняя школа Бруклина. В городе около 900 частных и религиозных школ.
В городе действуют 15 общенациональных академических медицинских научно-исследовательских учреждений и медицинских центров.

## Высшее образование
Около 594,000 студентов посещают примерно 110 университетов и колледжей в городе. Штат Нью-Йорк является крупнейшим в стране по выпуску студентов в году.
Колумбийский университет, является университетом Лиги плюща, основанный в 1754 году и в настоящее время расположенный в Морнингсайд-Хайтс, Метрополитен, является пятым старейшим высшим учебным заведением в Соединенных Штатах.
Нью-Йоркский университет (NYU) — это частный исследовательский университет США, базирующийся в Нью-Йорке. Главный кампус Нью-Йоркского университета расположен в Гринвич-Виллидж, Манхэттен, но у него есть здания кампуса по всему городу. Основанный в 1831 году, является одним из крупнейших частных некоммерческих высших учебных заведений в Соединенных Штатах.

## Библиотеки
В Нью-Йорке есть три системы публичных библиотек: Нью-Йоркская публичная библиотека, обслуживающая Манхэттен, Бронкс и Статен-Айленд, она имеет несколько исследовательских библиотек, включая Главный филиал и Шомбургский центр исследований «Черной культуры». Бруклинская публичная библиотека, обслуживает Бруклин и является второй по величине системой публичных библиотек стран. Публичная библиотека Куинса, обслуживает жителей района Куинс.

## Музеи
Музей Метрополитен — один из крупнейших и важных художественных музеев мира, расположенный на восточной окраине Центрального парка. Он также включает в себя комплекс зданий, известный как «Монастыри» в парке Форт-Трион на северной оконечности острова Манхэттен, с видом на реку Гудзон, в которой представлено средневековое искусство.
Бруклинский музей — второй по величине художественный музей в Нью-Йорке и один из крупнейших в Соединенных Штатах. Музей один из ведущих художественных учреждений в мире, его постоянная коллекция включает в себя более полутора миллионов предметов, от древнеегипетских шедевров до современного искусства и искусства многих других культур.